# Pericopinae
A Pericopinae a rovarok (Insecta) osztályának a lepkék (Lepidoptera) rendjéhez, ezen belül a valódi lepkék (Glossata) alrendjéhez és a medvelepkefélék családjához tartozó alcsalád.

## Rendszerezésük
A alcsaládba az alábbi nemek tartoznak:
- Antiotricha
- Are
- Calodesma
- Chetone
- Composia
- Crocomela
- Ctenuchidia
- Cyanarctia
- Didaphne
- Doa
- Dysschema
- Ephestris
- Episcea
- Euchlaenidia
- Eucyanoides
- Gnophaela
- Heliactinidia
- Hyalurga
- Hypocrita
- Isostola
- Josiomorpha
- Josiomorphoides
- Leuculodes
- Mesenochroa
- Notophyson
- Phaloe
- Phaloesia
- Pseudophaloe
- Pteroodes
- Sagaropsis
- Scearctia
- Seileria
- Sermyla
- Sphaeromachia
- Sthenognatha
- Syntomidopsis
- Thermidarctia
- Thyrgis
- Xenosoma
- Zigira